# Балмусов, Юльен Сергеевич
Юлье́н Серге́евич Ба́лмусов (6 июля 1940, Москва, СССР — 29 мая 2020, там же, РФ) — советский и российский актёр театра и кино. Заслуженный артист РСФСР (1982). Народный артист РФ (2002). Лауреат Государственной премии РСФСР имени К. С. Станиславского (1985).

## Биография
После окончания Высшего театрального училища им. М. Щепкина с 1962 года выступал на сцене Центрального Детского Театра (ныне Российский академический молодёжный театр). За эти годы он сыграл около 100 ролей, от эпизодических до главных.
Был занят также в театре АпАРТе. Снимался в кино, участвовал в радиопостановках. Занимался озвучиванием фильмов и компьютерных игр.
Скончался 29 мая 2020 года от коронавирусной инфекции. Похоронен на Троекуровском кладбище.

## Театральные роли
- Митрофанов в пьесе «Барабанщица» А. Д. Салынского
- Дьяк в спектакле «Вечера на хуторе близ Диканьки» по Н. Гоголю
- Орсино, герцог Иллирийский в пьесе «Двенадцатая ночь, или Что угодно» Шекспира
- Тиль Уленшпигель — «Дух Фландрии» А. Ладынина
- Саломыга — «Как закалялась сталь» Н. А. Островского
- Иван Кузьмич Миронов, комендант крепости — «Капитанская дочка» А. С. Пушкина
- Жавер в спектакле «Отверженные» В. Гюго (Государственная премия 1985 г.)
- Джиромо, он же Маг Челио — «Любовь к трем апельсинам» К. Гоцци

## Роли в кино
- 1963 — Слуша-ай!.. — Феликс Дзержинский
- 1964 — Сокровища республики — Феликс Дзержинский
- 1965 — Залп «Авроры» — Феликс Дзержинский
- 1965 — На одной планете — Феликс Дзержинский
- 1967 — Там, где длинная зима — эпизод
- 1967 — Штрихи к портрету В. И. Ленина — Лев Каменев
- 1969 — Мой папа — капитан — Роберт Чугунов, старпом
- 1973 — Горя бояться — счастья не видать — царский казначей
- 1981 — На Гранатовых островах
- 1982 — Красные колокола — Дзержинский
- 1987 — В Крыму не всегда лето — член ВЦИКа
- 1991 — По Таганке ходят танки — шеф КГБ
- 1992 — Непредвиденные визиты — Николай Петрович, сотрудник КГБ
- 2003 — Северный сфинкс — доктор Вилье
- 2003 — Спас под берёзами (телесериал) — Вадимыч
- 2005 — Счастье ты моё — сосед Нетребина
- 2006 — Очарование зла — Фёдор Дан
- 2006 — Герой нашего времени — генерал
- 2007 — Папины дочки — профессор Игорь Семёнович Штольц (26 серия)
- 2009 — Люди Шпака — отец Шпакова
- 2009 — Деревенская комедия — Зажуйшарф
- 2010 — Сыщик Самоваров — Сергей Макарович
- 2010 — Супруги — старый гроссмейстер Вениамин Радоминов
- 2011 — Мужчина во мне —  Михаил Андреев, муж Зои Андреевой
- 2012 — Хозяйка моей судьбы — Иван Павлович Журавлёв
- 2015 — Людмила Гурченко — Яков, сосед

### Телеспектакли
- 1973 — Страница жизни — учитель Анатолий
- 1973 — Былое и думы — Герцен в молодости
- 1976 — Король Матиуш Первый — часовой
- 1976 — Рамаяна — маска
- 1984 — Предел возможного — Зыкин
- 1984 — Я, Бомарше! — Бомарше
- 1987 — Мораль Леонардо
- 1987 — «Малыш». Реж. Алексей Бородин, Юлия Косарева — Комов

## Озвучивание

### Дубляж
- 1977 — Звёздные войны. Эпизод IV: Новая надежда (дубляж киностудии имени Максима Горького, 1990 г.) — Дарт Вейдер[5][6][7]
- 1988 — Отпетые мошенники — Лоуренс Джеймисон
- 1989 — Рам и Лакхан — сэр Джон
- 2019 — Грех — папа Юлий II[7]

### Компьютерные игры
- 1996 (1997) — The Pink Panther: Passport to Peril — Инспектор Клузо, Папаша-пёс, Мопсик, часть мужских персонажей
- 1998 (1999) — Sanitarium — Священный воин Ольмек, второстепенные персонажи[6]
- 2000 (2007) — Thief II: The Metal Age — механисты
- 2001 — Stronghold — Волк, Инженер, Монах
- 2001 — Max Payne — Пунчинелло
- 2001 — Harry Potter and the Philosopher’s Stone — Альбус Дамблдор, Филиус Флитвик[5]
- 2002 — Gothic 2 — рыцарь и главарь отряда воинов
- 2002 (2004) — Mafia: The City of Lost Heaven — Фрэнк Коллетти
- 2002 — Warcraft III: Reign of Chaos — Архимаг, Пророк/Медив, Мурадин Бронзобород, герой Горный король, Говорящий с духами[6]
- 2002 (2003) — Stronghold Crusader — Волк, Джинн
- 2004 (2006) — BloodRayne 2 — Тремейн
- 2005 — Stronghold 2 — Волк, Джинн
- 2005 — Advent Rising — Келем Фарвотерс[6]
- 2005 (2008) — World of Warcraft — дворф мужчина (персонаж игрока)
- 2006 — CivCity: Rome — дипломаты древнего Рима, слуги у императора и другие роли

### Мультфильмы
- 1986 — Площадь картонных часов

### Переозвучка мультфильмов киностудии «Союзмультфильм» (2001 год)
- 1948 — Серая шейка — глухарь
- 1949 — Лев и заяц — Лев
- 1949 — Чужой голос
- 1949 — Полкан и Шавка — Полкан
- 1949 — Кукушка и скворец — орёл
- 1950 — Олень и волк — медведь
- 1950 — Жёлтый аист — мандарин
- 1950 — Лиса-строитель — лев
- 1950 — Волшебный клад — судья
- 1950 — Сказка о рыбаке и рыбке — старик
- 1950 — Дедушка и внучек — дедушка Медведь
- 1950 — Чудо-мельница — старик
- 1950 — Когда зажигаются ёлки — Дед Мороз
- 1951 — Таёжная сказка — дедушка
- 1951 — Сердце храбреца — Орёл
- 1951 — Валидуб — Янек-Валидуб / отец Янека
- 1952 — Сармико — Ихтыргын
- 1952 — Аленький цветочек — Купец
- 1953 — Братья Лю — дровосек / мандарин
- 1953 — Крашеный лис — медведь
- 1954 — Царевна-лягушка — ворон, царь, дед Кондрат, Змей Горыныч
- 1954 — В лесной чаще — филин
- 1954 — Золотая антилопа — раджа / рычание тигра
- 1954 — Мойдодыр — крокодил
- 1954 — На лесной эстраде — филин / лев
- 1954 — Оранжевое горлышко — перепел